# Култова и обществена архитектура в Копривщица
Общественото начало в архитектурното устройство на град Копривщица с прилагането на изразителни пространствени форми е в жива връзка с по-интимната жилищна архитектура. И при двете форми общественото начало, породено от новите течения на Възраждането, пробуждат естетическо чувство за монументалност и хармония. Живописното начало в градското устройство може да се наблюдава както при сградите с образователно, култово и жилищно предназначение, така и в десетките извити мостове и белокаменни чешми.
Църквата „Света Богородица“, разположена на относително по-високо място има доминиращо значение в градоустройствения план на селището. Строена през 1817 година с четирискатен покрив в годините около строежа на новата църква, са оформени сегашните калкани (двускатен покрив). През 1896 г. е достроена камбанария и кубе над покрива ѝ. По-късно поради пропадане кубето е премахнато. Наситената с хармония архитектура на трикорабния храм, допълнена с красивите дърворезби на иконостаса, завършват оформлението на това свято място.
Църквата „Свети Николай“ е трикорабна и завършва с три аспиди, като централния кораб и аспидата към него са стилно подчертани. Орнаментите и колорита им приличат на богатите бегликчийски къщи. Вътрешното пространство на църквата с владишкия трон е внушително, докато иконостасът ѝ е сравнително скромен. Разположена сравнително ниско в Тороман махала, с няколкото моста над Косьово дере и Моравеновата чешма, е централно средище в този район на града.
Спицерията, някогашната аптека на доктор Спас Иванов, в която се помещава Дирекция на музеите, се явява като акцент и завършен архитектурен образ в устройството на площад „20-ти Април“. Сградата, долепена до съседните купчийници (от купувам), градена от обикновен ломен камък, обрамчен по ръбовете на приземието с дялан камък и тухлени противоземетръсни ивици дооформя тогавашния търговски център на Копривщица.
Училището „Св. Св. Кирил и Методий“ по симетричната си архитектура, с изключение на мащаба си, наподобява големите къщи в града без да се набива в очи като централен компонент в градското оформление. Въпреки приликите в него майсторите са търсели специфичния образ на обществената сграда. Входът и големият вътрешен салон са подчертани с портик и кобиличен фронтон, в стила на българския барок. Сградата е завършена от колонадата на стълбището и поредицата от прозорци.
Строено през 1908 г. копривщенското читалище е преименувано от „Неофит Рилец“ на „Ненчо Палавеев“ по настояване на дарителя, който финансира поетапното преустройство на бившата бояджийница в читалищна сграда с театрален и киносалон.Високият фронтон на сградата също има кобилична форма.
Със средства от фондация „Ненчо Палавеев“ през 1957 г. е създадено средно политехническо климатично училище за белодробно болни ученици, чиято дейност днес временно е замразена. Сградата на климатичния пансион е построена по проект на софийския архитект Юрдан Юрданов.
Към култово-обредните обекти в града могат да бъдат включени мемориално-възпоменателните комплекси – този в чест на Априлската епопея, комплексът „Човекът, що даде фаталният знак“ и Братската могила.
Чарът на родния град на Георги Бенковски, Тодор Каблешков, Ивана Хаджигерова, и Динчо Дебелянов се подсилва с красотата на стотиците ковани порти и десетките сводести мостове и изписани чешми.

## Галерия
- Чешма в двора на храм „Свети Николай“
- Вратата на храм „Свети Николай“
- Портата на Десьовската къща
- Чешма-паметник на братята Йоаким, Георги, Веселин и Александър Груеви
- Чешма на улица „Генерилото“
- Чешма, даваща началото на Чардашко дере
- Каменно столче на улица „Генерилото“
- Класното училище в Копривщица